# かこさとし
かこ さとし（加古 里子、1926年3月31日 - 2018年5月2日）は、日本の絵本作家、児童文学者、工学博士、技術士（化学）。本名は中島 哲（なかじま さとし）。ペンネームの「里子」は俳号。

## 人物・来歴
福井県今立郡国高村（後の武生市、現在の越前市）に生まれ、8歳より東京府東京市（現在の東京都）板橋区に育った。東京府立第九中学校（現在の東京都立北園高等学校）、旧制成蹊高等学校から、東京大学工学部応用化学科に学ぶ。成蹊高校時代の教師に中村草田男がいた。1945年、疎開先の三重県で終戦。この年の9月より大学の授業が再開された。1946年、演劇研究会に入り、舞台装置デザイン・作製子供向けの演劇脚本を書き始める。
卒業後の1948年、昭和電工に入社、研究所勤務を続けるかたわら、川崎市などでセツルメント活動（東大セツルメント川崎古市場）や、児童向け人形劇、紙芝居などの活動を行う。1962年「亜炭酸化生成物を基体とする土壌改良剤並びに肥料に関する研究」で東京工業大学より工学博士。1966年技術士（化学）資格取得。
最初に手がけた絵本はダムがどのように人々の生活に役立っているかを示した『だむのおじさんたち』（1959年）。1973年、47歳で昭和電工を退社した後は、フリーで多作な活動を行うようになる。
1975年東京大学教育学部・東京都立大学人文学部、1983年横浜国立大学教育学部、1984年玉川学園女子短期大学、1985年東京大学教育学部、1990年山梨大学教育学部でそれぞれ非常勤講師を務めた。
『だるまちゃんとてんぐちゃん』（1967年）に代表される「だるまちゃん」シリーズなどのユーモラスな絵本から、『かわ』（1966年）、『たいふう』（1967年）などのいわゆる科学絵本に至るまで、幅広い作風を誇る。
『たなばた』における中部地方の伝統行事の描写や、｢だるまちゃん｣シリーズにおける子供の遊びの紹介など、だんだんと失われていく昔ながらの日本の文化を描き留めた作品が多い。
日本化学会にも所属した。
絵本以外の著書としては、絵本制作の方法論などを解説した『加古里子 絵本への道』（1999年）や、子供の遊びについての資料集成『絵かき遊び考』（2006年）、『石けり遊び考』（2007年）、『鬼遊び考』（2008年）、『じゃんけん遊び考』（2008年）などがある。
2013年4月、代表作の一つである『からすのパンやさん』（1973年）の続編を40年ぶりに4冊同時発売（『からすのおかしやさん』『からすのやおやさん』『からすのてんぷらやさん』『からすのそばやさん』）。また同年9月、同じく代表作の1つである『どろぼうがっこう』の続編を40年ぶりに2冊同時発売した（『どろぼうがっこうぜんいんだつごく』『どろぼうがっこうだいうんどうかい』）。2018年1月には、｢だるまちゃん｣シリーズの新作を3冊同時発売（『だるまちゃんとかまどんちゃん』『だるまちゃんとはやたちゃん』、『だるまちゃんとキジムナちゃん』）。
2018年5月2日、慢性腎不全のため神奈川県藤沢市の自宅で死去した。享年92。

## 受賞
- 産経児童出版文化賞大賞（1963年）『かわ』
- 産経児童出版文化賞推薦（1969年）『だるまちゃんとかみなりちゃん』
- 産経児童出版文化賞（1970年）『かこさとし かがくの本 全10巻』
- 児童福祉文化賞（1970年）『海』、（1971年）『とこちゃんはどこ』、（1973年）『あなたのいえ わたしのいえ』
- 第23回日本エッセイスト・クラブ賞（1975年）[7]『遊びの四季』
- 第15回久留島武彦文化賞（1975年）『遊びの四季』子どもの遊び研究家として
- 高橋五山賞特別賞（1985年）
- 日本科学読物賞（1991年）『ピラミッド』
- 産経児童出版文化奨励賞（1992年）『かこさとし あそびの大宇宙』(全10巻）
- けんぶち絵本の里 びばからす賞（1998年）『きつねのきんた』
- 児童福祉文化賞特別部門（2007年）長年にわたって、子どもの伝承遊びや文化活動にたずさわり、子どもの生活と文化の向上に努め、児童健全育成に貢献してきた活動
- 菊池寛賞 （2008年）[7]「絵本作家、児童文学者としてのユニークな活動と、子供の遊びについての資料集成『伝承遊び考』全四巻の完成」により
- 日本児童文学学会特別賞（2009年）『伝承遊び考』
- 日本化学会特別功労賞（2009年）絵本を通じて子どもたちに科学の魅力を伝えてきた功績を称えるために同賞を創設、授与
- 神奈川文化賞受賞（2009年）
- 川崎文化賞受賞（2009年）
- 日本保育学文献賞（2010年）『伝承遊び考』
- 国際アンデルセン賞画家賞ノミネート（2011年）日本代表として
- 越前市文化功労賞（2011年）、越前市市制10周年記念特別功労者（2015年）
- 東燃ゼネラル児童文化賞受賞（2012年）
- MOE絵本屋さん大賞2位（2013年）『からすのおかしやさん』
- 第40回巖谷小波文芸賞（2017年）「だるまちゃん」シリーズ、「かわ」「宇宙」などの科学絵本、紙芝居、遊び研究と、子ども文化の広範な分野で、科学者ならではの人類学的な叡智をバックボーンにした半世紀以上に渡っての多彩な活動とその功績に対して[8]。

## 作品

### 1960年代
- てんぐとかっぱとかみなりどん （童心社 1960年）
- かわ （福音館書店 1966年）
- だるまちゃんとてんぐちゃん （福音館書店 1967年）
- たいふう （福音館書店 1967年）
- 日本伝承のあそび読本 （福音館書店 1967年）
- ゆきのひ （福音館書店 1967年）
- だるまちゃんとかみなりちゃん （福音館書店 1968年）
- よわいかみつよいかたち （童心社 1968年）
  - ほか「かこさとしかがくの本」全10巻 （童心社 1968年-1969年）
- 海 （福音館書店 1969年）
- あなたのいえわたしのいえ （福音館書店 1969年）

### 1970年代
- ことばのべんきょう （全4巻 福音館書店 1970年-1975年）
  - くまちゃんのいちにち（1970年7月）
  - くまちゃんのいちねん（1971年8月）
  - くまちゃんのごあいさつ（1972年2月）
  - くまちゃんのかいもの（1975年10月）
- かこさとし・あそびの本 （全5巻 童心社、1970年）
- かこさとしおはなしの本 （全10巻 偕成社、1972-74年）
  - わっしょいわっしょいぶんぶんぶん （1973年）
  - にんじんばたけのパピプペポ （1973年）
  - どろぼうがっこう （1973年）
  - からすのパンやさん （1973年） など
- はははのはなし （福音館書店 1972年）
- 科学者の目 （童心社 1974年 のちフォア文庫）
- 地球 （福音館書店 1975年）
- 遊びの四季 （じゃこめてい出版 1975年）
- こどものカレンダー （全12巻 偕成社 1976年?）
- かこさとしからだの本 （全10巻、童心社、1976-77年）
  - たべもののたび （1976年）
  - むしばミュータンスのぼうけん （1976年）
- だるまちゃんとうさぎちゃん （福音館書店 1977年）
- 宇宙 （福音館書店 1978年）
- しろいやさしい ぞうのはなし （1979年）
- お話こんにちは 4月-3月 （全12巻 偕成社 1979年）
- 日本の子どもの遊び （青木書店 1979-1980年）
- 子どもがよろこぶ遊びのいろいろ （あすなろ書房 1979年）

### 1980年代
- うさぎぐみとこぐまぐみ （ポプラ社〈かこさとしこころのえほん〉 1980年）
- 青いヌプキナの沼 （偕成社（かこさとし語り絵本） 1980年）
- 楽しく学びわくわく考える親おーや教室 （じゃこめてい出版 1980年）
- かこさとしむしばのほんシリーズ （フレーベル館 1980年）
- 私の子ども文化論 （あすなろ書房 1981年）
- 母と子の四季の遊び 1-2 （あすなろ書房 1981年）
- 絵で見る化学のせかい 1-6 （偕成社 1981年-1982年）
- キチキチバッタとハタオリバッタ （北川幸比古共著 日本標準 1982年）
- 金色のエネルギー （日本標準 1982年）
- 東はどっち北いずこ （日本標準 1982年）
- かこさとし・しゃかいの本 （全11巻 童心社 1983年-1987年）
- かこさとし・七色のおはなしえほん （全14巻 偕成社 1984年）
- ならの大仏さま （福音館書店 1985年）
- かこさとし・ほしのほん 1-4 （偕成社 1985年）
- 鬼遊び 日本の子どもの遊び （永田栄一共著 青木書店 1986年）
- 地下鉄のできるまで （福音館書店 1987年）
- かこさとしのたべものえほん （全20巻 農山漁村文化協会 1987年-2005年）
- おはなしきかせて! （草土文化 1987年）
- だるまちゃんととらのこちゃん （福音館書店 1987年）
- すばらしい彫刻 （偕成社 1989年）

### 1990年代
- かこさとしあそびの大宇宙 （全10巻 農山漁村文化協会 1990年-1991年）
- かこさとしあそびの大惑星 （全10巻 農山漁村文化協会 1991年-1992年）
- かこさとしあそびの大星雲 （全10巻 農山漁村文化協会 1992年-1993年）
- かこさとしの食べごと大発見 （全10巻 農山漁村文化協会 1993年-1994年）
- マトリョーシカちゃん（絵・文）[9] （福音館書店 1992年）
- 人間 （福音館書店 1995年）
- まさかりどんがさあたいへん （小峰書店 1996年）
- 加古里子絵本への道 遊びの世界から科学の絵本へ （福音館書店 1999年）
- 富士山大ばくはつ （小峰書店 1999年）
- きみはタヌキモを知っているか -食虫植物とぼくたちの関係- （小峰書店 1999年）
- ヒガンバナのひみつ （小峰書店 1999年）

### 2000年代
- ダンスをする魚のなぜなぜなぜ？ （小峰書店 2000年）
- クラゲのふしぎびっくりばなし （小峰書店 2000年）
- モグラのもんだい モグラのもんく （小峰書店 2001年）
- 台風のついせき 竜巻のついきゅう （小峰書店 2001年）
- 天地のドラマ すごい雷大研究 （小峰書店 2001年）
- だるまちゃんとだいこくちゃん （福音館書店 2001年）
- かいぶつトンボのおどろきばなし （小峰書店 2002年）
- 大地のめぐみ 土の力 大作戦 （小峰書店 2003年）
- あかですよ あおですよ （2003年）
- 土木の歴史絵本 （全5巻 瑞雲舎 2004年）
- かこさとしの自然のしくみ地球のちからえほん （全10巻 農山漁村文化協会 2005年）
- だるまちゃんとてんじんちゃん （福音館書店 2006年）
- だるまちゃんとやまんめちゃん （福音館書店 2006年）
- だるまちゃん 絵はがきの本 （2007年）
- 伝承遊び考1 絵かき遊び考 （小峰書店 2006年）
- 伝承遊び考2 石けり遊び考 （小峰書店 2007年）
- 伝承遊び考3 鬼遊び考 （小峰書店 2008年）
- 伝承遊び考4 じゃんけん遊び考 （小峰書店 2008年）

### 2010年代
- 万里の長城 （福音館書店 2011年）
- かこさとし こどもの行事 しぜんと生活 （全12巻 小峰書店 2011年-2012年）
- からすのおかしやさん （偕成社 2013年4月17日） - 『からすのパンやさん』続編の1冊目。主人公は若からすに成長した長男のチョコくん。
- からすのやおやさん （偕成社 2013年4月17日） - 同じ2冊目。赤いからすのりんごさんの話。
- からすのてんぷらやさん （偕成社 2013年4月17日） - 3番目のレモンさんが被災した天ぷら屋の再建に協力する物語[10]
- からすのそばやさん （偕成社 2013年4月17日） - 4羽のうち最もおっとりした末っ子おもちくんの話。
- どろぼうがっこうぜんいんだつごく （偕成社 2013年9月18日）
- どろぼうがっこうだいうんどうかい （偕成社 2013年9月18日）
- 世界の化学者12か月 絵で見る科学の歴史　（偕成社　2016年6月15日　ISBN 978-4035271000）
- だるまちゃんとかまどんちゃん （福音館書店 2018年1月12日 ISBN 978-4834083736）
- だるまちゃんとはやたちゃん （福音館書店 2018年1月12日 ISBN 978-4834083750）
- だるまちゃんとキジムナちゃん （福音館書店 2018年1月12日 ISBN 978-4834083743）
- 遊びの四季 ふるさとの伝承遊戯考 （復刊ドットコム 2018年2月26日 ISBN 9784835455686）
- 過去六年間を顧みて かこさとし小学校卒業のときの絵日記 （偕成社 2018年3月14日 ISBN 978-4038082603）

## 新聞記事
- 「『教育 おやじのせなか』子煩悩ゆえのすれ違い」（『朝日新聞』2011年4月24日〈日〉付朝刊）

## 雑誌寄稿
- 「よくぞここまで七〇年」（中央公論、2015年9月号）

## テレビ出演
- 『プロフェッショナル 仕事の流儀』第361回「ただ、子どもたちのために」（NHK総合、2018年6月4日放送） ※死去後の放送となった。

## アプリ・スピンオフ
1975年発行の「地球」を、土を主題としてリメイクした自然科学アプリ「“SOIL(ソイル)” かこさとし作 -地球 その中をさぐろう- より」を2015年12月16日にリリース。対応OSはiOS、iPadOS（Androidには対応していない）。リメイク作品の構成、デザイン、イラストなどはデザイナーのカキヌマ ツトムが全て行っている。監修は東京農工大学准教授土壌学研究室の田中治夫、音楽はM-Swiftが制作している。当初有料アプリとしてのリリースであったが、2019年より無料アプリとして再スタート。無料アプリ化後は、NPO法人荒川クリーンエイドフォーラム、宮田物産株式会社のほか、アメリカ合衆国の大手総合情報サービス会社ブルームバーグ (Bloomberg L.P.) 等がサポーターとなって開発に協力している。

## 顕彰施設

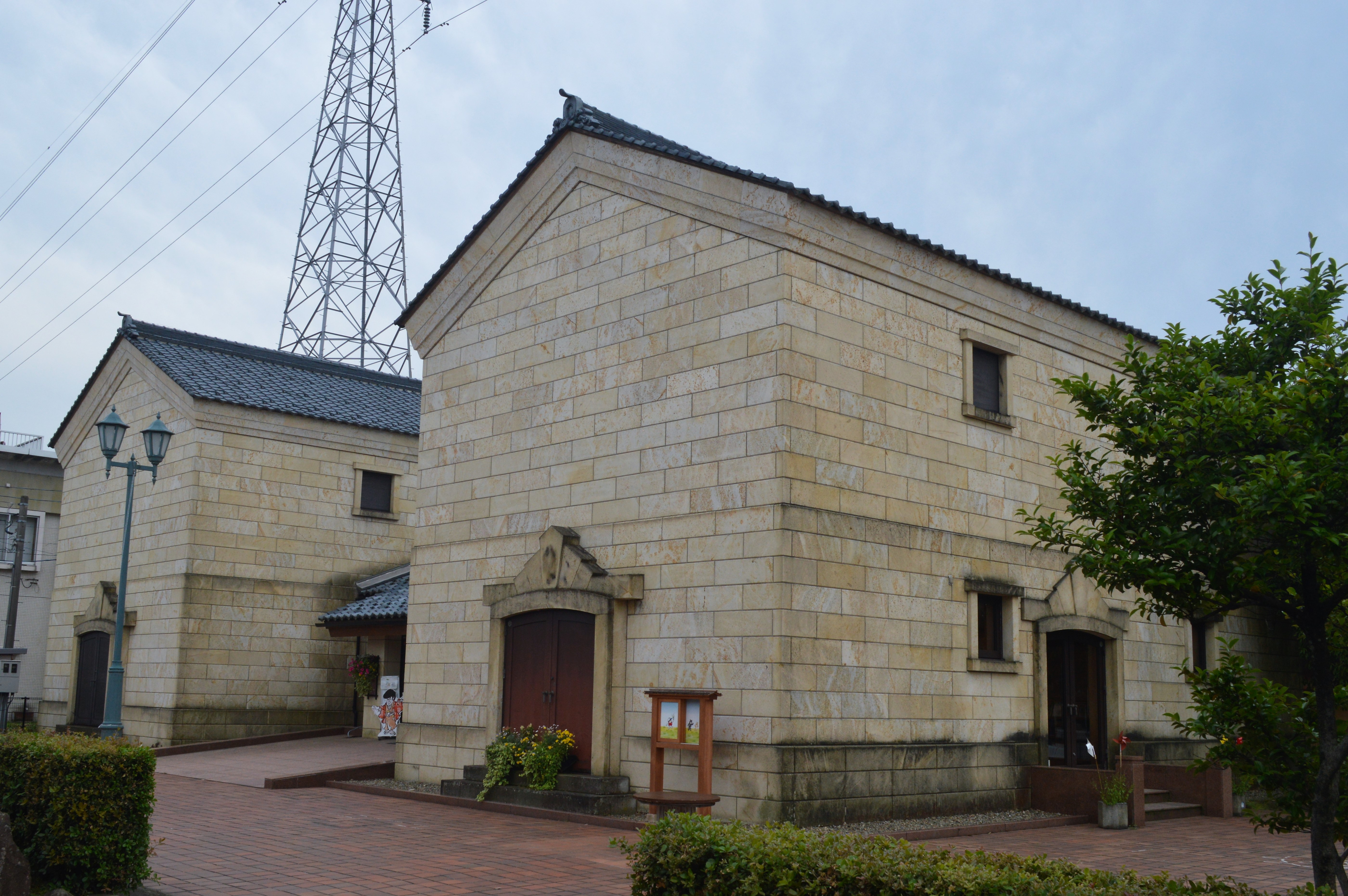
かこさとし ふるさと絵本館「砳」

- かこさとし ふるさと絵本館「砳」（福井県越前市）